# Gallo (cerveza)
Cerveza Gallo es una marca de cerveza producida por la Cervecería Centro Americana, S.A.. Es la cerveza más consumida en Guatemala. La Cervecería Centro Americana tuvo hasta 2003 una cuota de mercado cercana al 100% del mercado cervecero guatemalteco.
Desde entonces creció la cuota del único competidor relevante, la cerveza Brahva, producida por la cervecera brasileña Companhia de Bebidas Las Américas que forma parte del grupo belga-estadounidense AB InBev. En 2007 la cuota de Gallo se mantuvo todavía en un 87%. En 2004 fue la primera marca comercial de Guatemala en ser admitida en el Hall of fame por la institución Guatemalteca "Grandes Marcas de Guatemala".

## Historia
La historia de la cerveza Gallo se remonta a finales del siglo XIX. En 1881 los hermanos Mariano y Rafael Castillo Córdova, bajo el nombre de "Hermanos Castillo", comenzaron con la producción de cerveza en la ciudad de Guatemala. En 1896 introdujeron un lager con la imagen de un gallo en la etiqueta, pero sin nombre de marca. En referencia a la imagen de la etiqueta, los consumidores rápidamente adoptaron el nombre de "Gallo". Desde 1926, el nombre de Gallo aparece en las etiquetas. Durante su historia de más de 100 años, la cerveza fue distribuida con solo cinco etiquetas diferentes. La etiqueta del año 1960 con la cabeza del gallo estilizado, es todavía la que está en uso hoy en día.

## Producto
La cerveza Gallo se distribuye en diversas variedades:
- Gallo: cerveza con un contenido de alcohol del 5%, distribuido en botellas de 35 cl 50 cl y 1 litro.
- Gallo Light: cerveza baja en calorías con un contenido alcohólico de 4,2%, distribuida en latas y botellas.
- Chopp Gallo: cerveza de barril, disponible en barriles de 5, 30 y  50 litros.
- Gallo 502: cerveza con un contenido de alcohol del 4.1%, distribuido en botellas de 35 cl 50 cl y 1 litro.